# Metridia lucens
Metridia lucens är en kräftdjursart som beskrevs av Boeck 1865. Metridia lucens ingår i släktet Metridia och familjen Metridinidae. Det är osäkert om arten förekommer i Sverige. Inga underarter finns listade i Catalogue of Life.